# Орест (префект на Египет)
Вижте пояснителната страница за други личности с името Орест.
Орест (на латински: Orestes; на старогръцки: Ὀρέστης, fl. 415) е римски префект на диоцеза Римски Египет през 415 г. по времето на император Хонорий и император Теодосий II.
Орест е християнин, но трябва да защитава интересите на империята. Той е в конфликт с архиепископа на Александрия Кирил Александрийски, заради убийството на философката Хипатия, с която е близък.